# Lacort (Fiscal)
Lacort (La Cort de Tricas en aragonés) es una localidad española perteneciente al municipio de Fiscal, en el Sobrarbe, provincia de Huesca, Aragón. Se encuentra en el valle del Ara, en la margen izquierda del río, a diez kilómetros de Fiscal, junto a la carretera nacional 260, en la dirección Fiscal-Aínsa.
Es un despoblado, junto a los de Jánovas  y Lavelilla, provocado por el proyecto, en torno a los años 60 del siglo XX, de construcción del embalse de Jánovas, que finalmente no se llevó a cabo. En su día formó municipio con las dos poblaciones citadas.

## Toponimia
Aparece como Heredad de Lacorres en el año 1095. En el Fogaje de 1495 se escribe Cort de Tricas. En otros textos es La Cort de Tricas, La Cort de Triga, Lacort o La Corte.

## Geografía
La localidad se encuentra en la solana donde se encuentran el camino de la Solana a Albella y la carretera de Broto a Aínsa, junto al barranco de Lacort.

### Urbanismo
Lacort se encuentra formado por cuatro unidades diferenciadas. El primero está formado a partir de una plaza central donde están: casa la Pepa, casa Molinero, casa Capablo, casa Marcial, casa Practicante, casa Puyuelo, casa Bellosta, casa Bara y casa Morer, además de la escuela y la iglesia.
El segundo es el barrio de la carretera de Lacort, se encuentran: casa Revilla, casa Ventorrillo, almacén de Marcial, borda Revilla, casa Macario y casa Revilla 2. El tercer núcleo es de casas dispersas con bordas, aunque también hay cuatro casas: casa Sierra, casa Tricas, casa Correas y la casa nueva de Practicante. Por último, el sistema hidráulico al lado del río Ara formado por una noria para elevar el agua y canales que conducen el agua hacia los campos y haciael batán.

## Historia
El Diccionario de Pascual Madoz informa de que a mediados del siglo XIX tenía 11 casas y una sola calle, con una población de 37 almas. Su terreno lo califica de “flojo […] de mediana calidad”, que producía “trigo, avena, mijo, judías, maíz, cáñamo  y lino”; se criaba “ganado lanar y algún vacuno”, además de la “pesca de truchas”. La población tenía un molino harinero y un batán de lana.
En 1950 contaba 5 casas y 91 habitantes, que en 1980 habían descendido a 33 habitantes y en 1991 a solo 7.

### El proyecto del embalse de Jánovas y sus avatares (1917-2008)
El proyecto de un embalse en Jánovas, aprobado en 1951, exigía que las aguas inundaran el pueblo, al igual que sucedería en las localidades vecinas de Lavelilla y Jánovas, por este motivo, a partir de 1961, sus habitantes se vieron forzados a vender sus casas y campos y a abandonar el lugar. Al quedar despoblado, comenzó su ruina y el expolio incontrolado.
En agosto de 1965 se cerró la escuela, a pesar de que todavía vivían en el pueblo 40 vecinos;  así como la de Lavelilla, donde en esa misma fecha vivían diez vecinos. La de Jánovas se cerró al año siguiente.
En 2001 se suspendió la licencia del embalse y, de esta manera, quedó descartada definitivamente su construcción. 
A partir de 2008 se abrió el proceso de reversión de las fincas expropiadas a sus antiguos propietarios o herederos, que en 2020 continuaba abierto, sin que en 2020 se hubieran realizado trabajos de reconstrucción.

## Patrimonio arquitectónico
El pueblo estaba formado por casas de montaña, construidas con sillarejo y sillares en las esquinas y dinteles, con balconadas en las fachadas y grandes chimeneas troncocónicas, características de la comarca. No se conoce la existencia de elementos arquitectónicos renacentistas o barrocos. En 2020 se trabaja en la reconstrucción de algunas casas y se construyen otras de nueva planta.

### Parroquia de San Nicolás
De acuerdo con el modelo de otros templos rurales de la comarca, está construida con sillarejo, las cubiertas son de lajas de piedra, tiene una sola nave, con tres tramos separados por arcos fajones, la cubierta es de bóveda de cañón con lunetos, tiene dos capillas laterales, ábside recto, y la torre, que se levanta sobre la sacristía, es de tres cuerpos con vanos al oeste y sur. El conjunto debió de construirse en el siglo XVII. Se encuentra en estado ruinoso tras el abandono del pueblo.

### Torre-vivienda
En la plaza se alzan las ruinas de una torre-vivienda del siglo XVI, corresponde al modelo de casa torreada abundante en la zona, como sucede en Aruej, Lavelilla o San Vicente de Labuerda. 
Esta construcción atestigua los momentos de gran inseguridad que se vivieron en el Alto Aragón durante los siglos XV y XVI, fundamentalmente debidos a los conflictos nobiliarios, a los fronterizos con el reino de Francia, y a la existencia de bandoleros en esta zona con hábitat disperso y, por tanto, insegura.
Es de mampostería, tiene planta rectangular, tres pisos y la cubierta a dos aguas con lajas de piedra. El abandono ha propiciado su expolio.

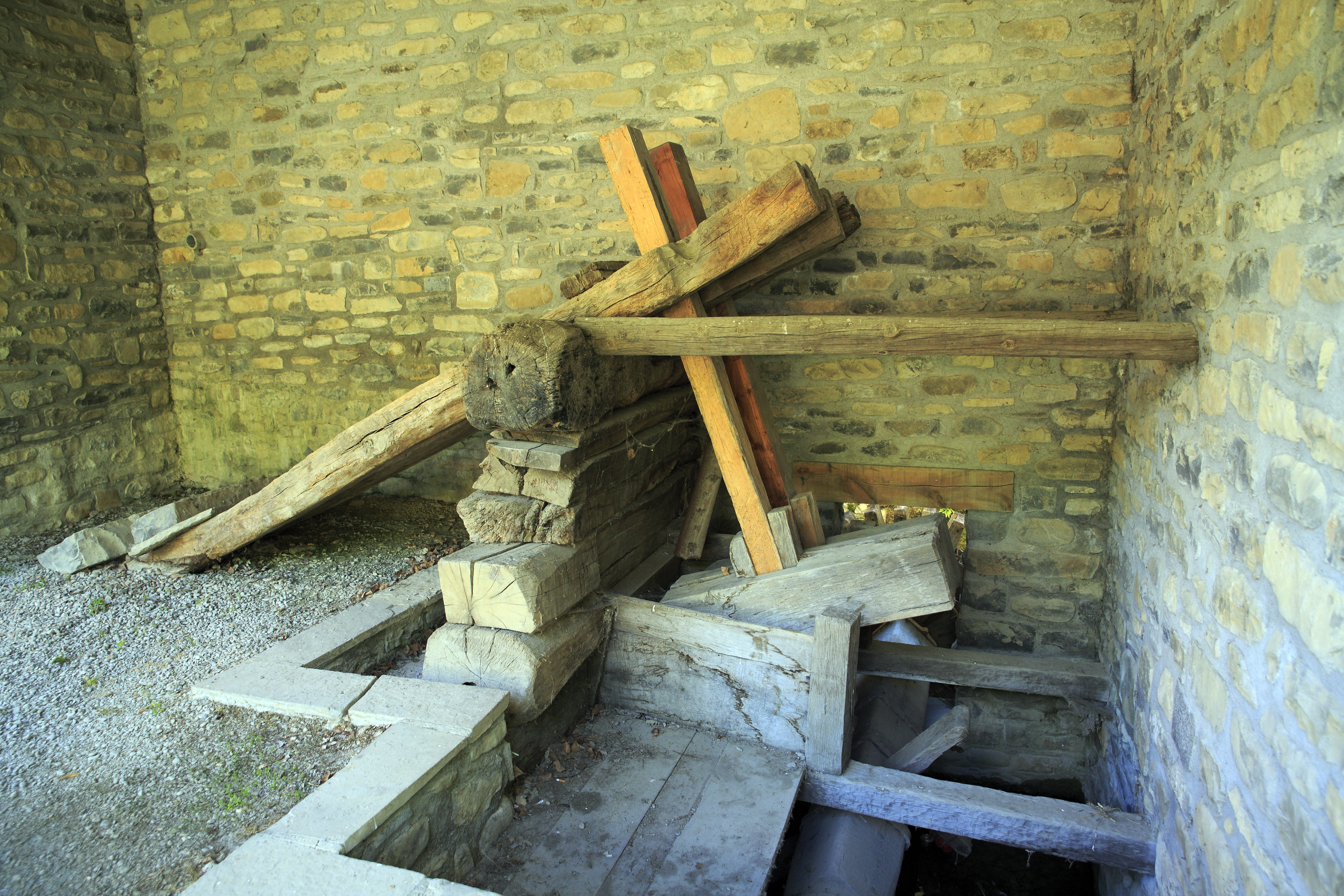
Batán de Lacort

### Batán
Aquí funcionó, hasta 1974, el último batán de lana de la zona. Funcionaba con el agua captada en el río Ara, kilómetros arriba de Lacort, que se llevaba a la población mediante una conducción de agua, que incluía una noria y un acueducto de un solo arco; surtía a la población y, además del batán, al lavadero, al molino y al aserradero. Tras la despoblación, fue trasladado, en 1997, a Fiscal, donde se puede visitar en cualquier momento, ya que se encuentra en un espacio abierto, junto al río.

### Puente colgante
Es peatonal. En 1942 una riada destruyó el existente y dio pie a la construcción del actual que permitía acceder desde Lacort a la orilla derecha del río, donde se encuentra Jánovas. Tiene 55 metros de largo, cuelga de dos estribos de piedra situados en cada extremo de los que salen las dos sirgas que sostienen la plataforma de madera. Se encuentra en buen estado de conservación.

## Galería de imágenes

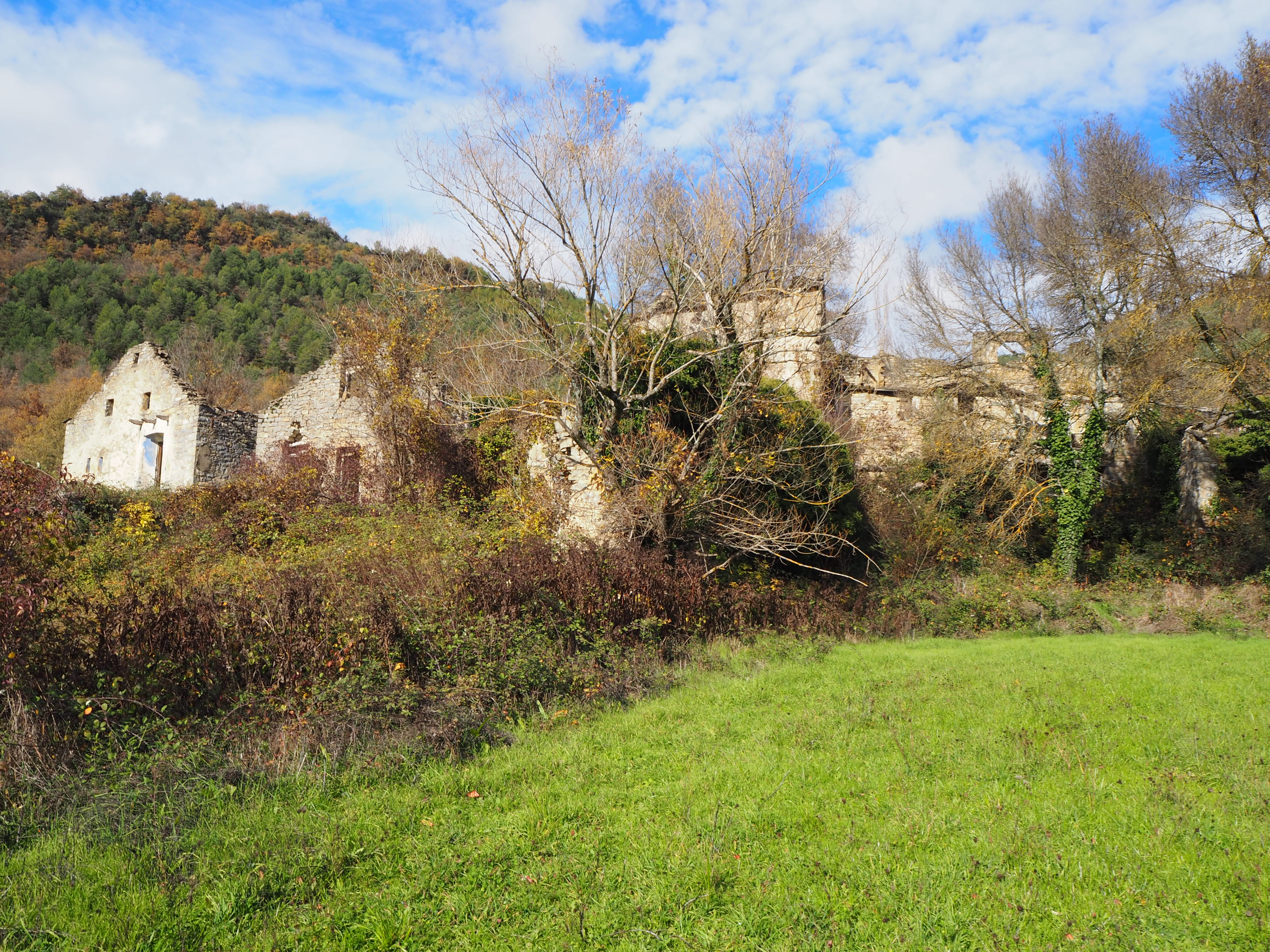
Panorámica desde el sur
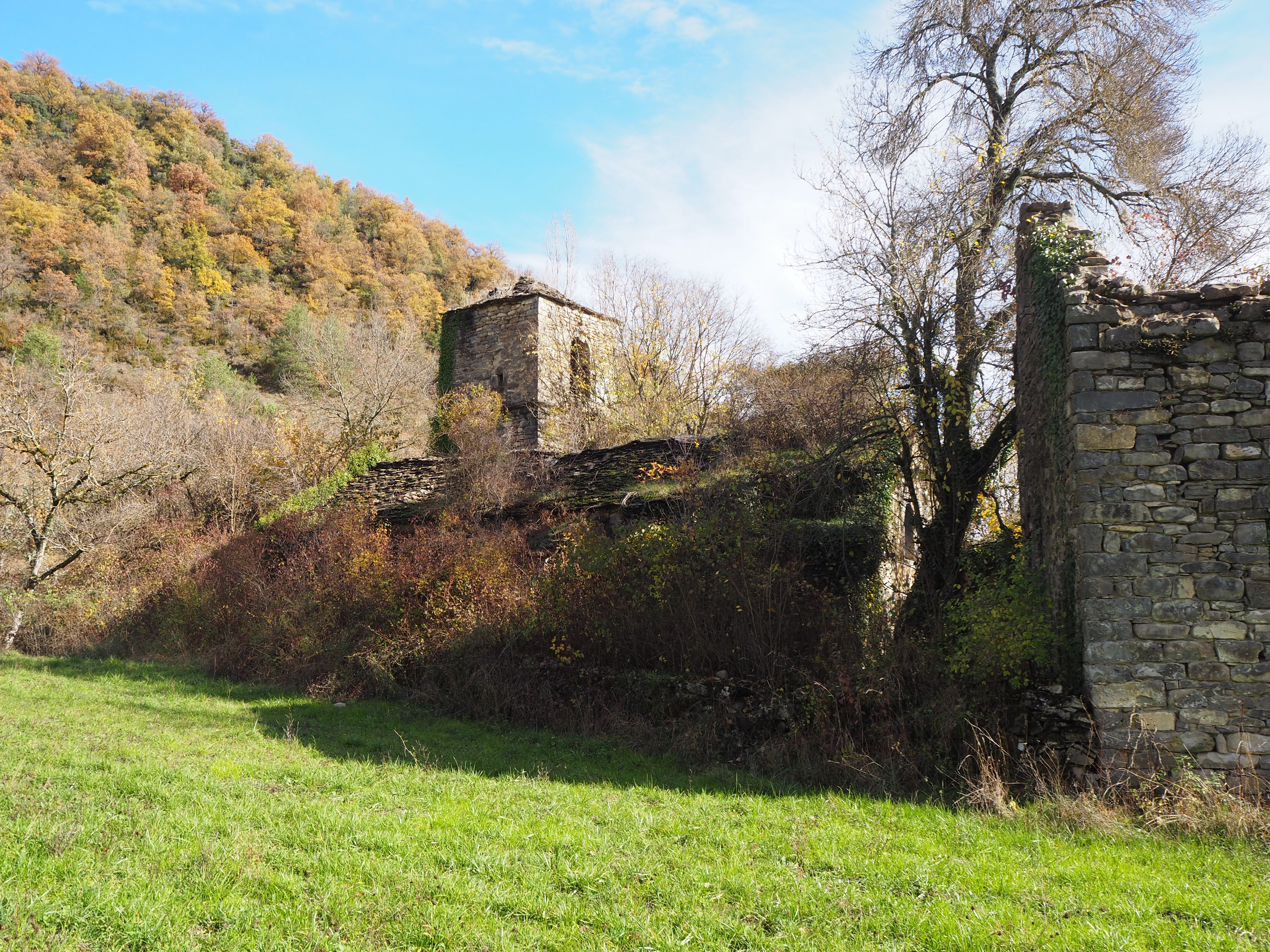
Parroquia de San Nicolás
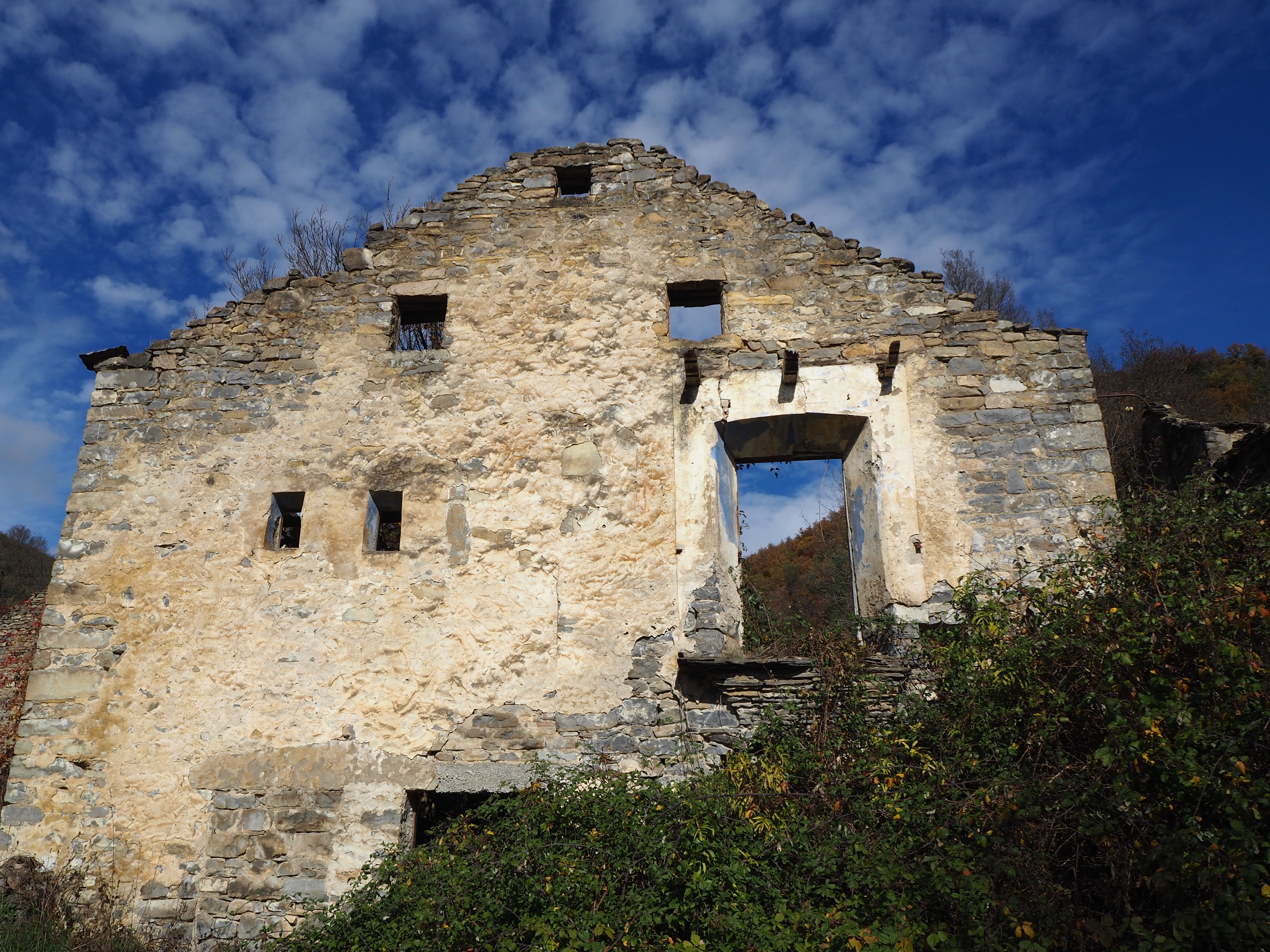
Vivienda
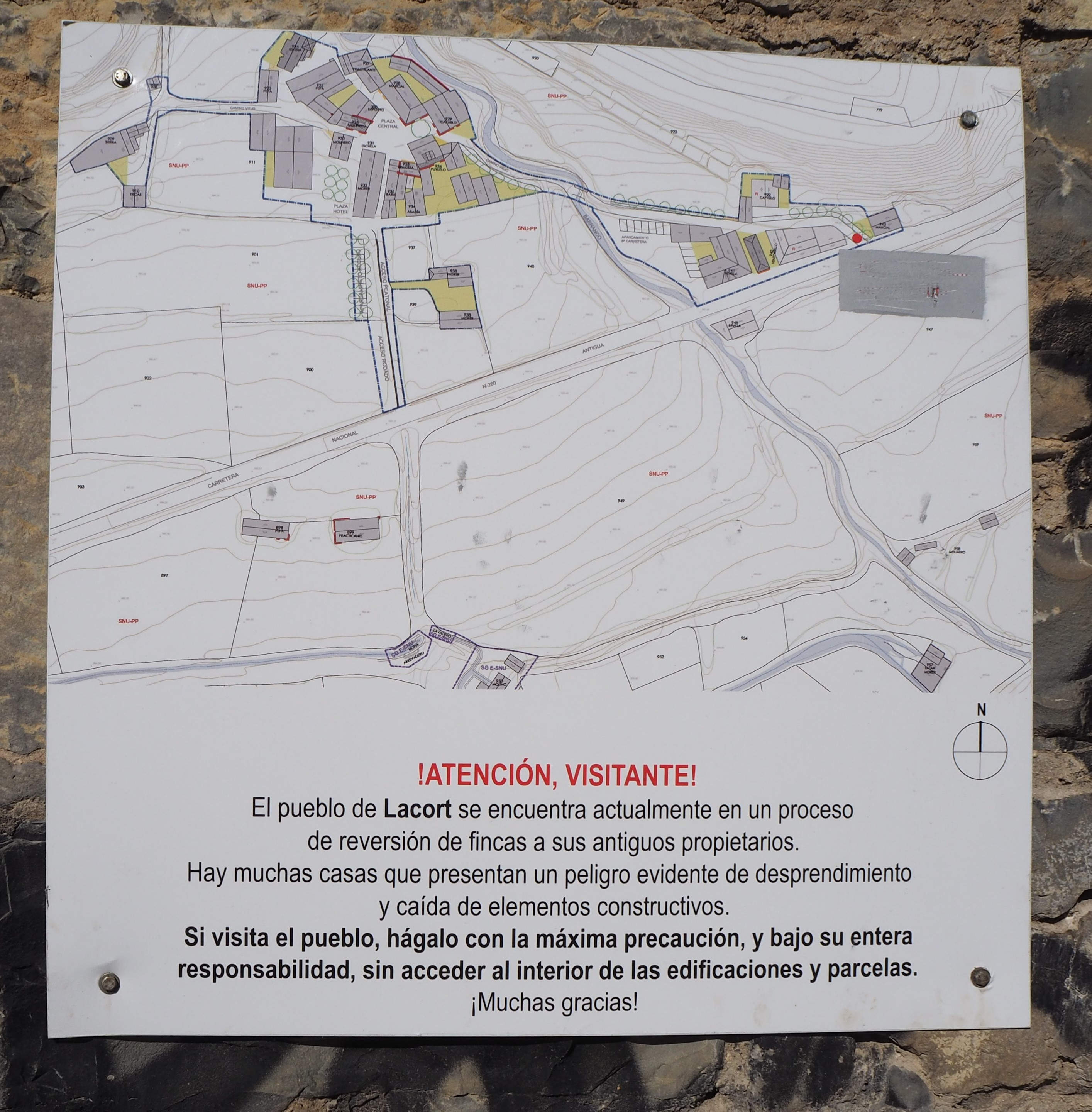
Cartel en el pueblo anunciando la reversión de fincas (2020)
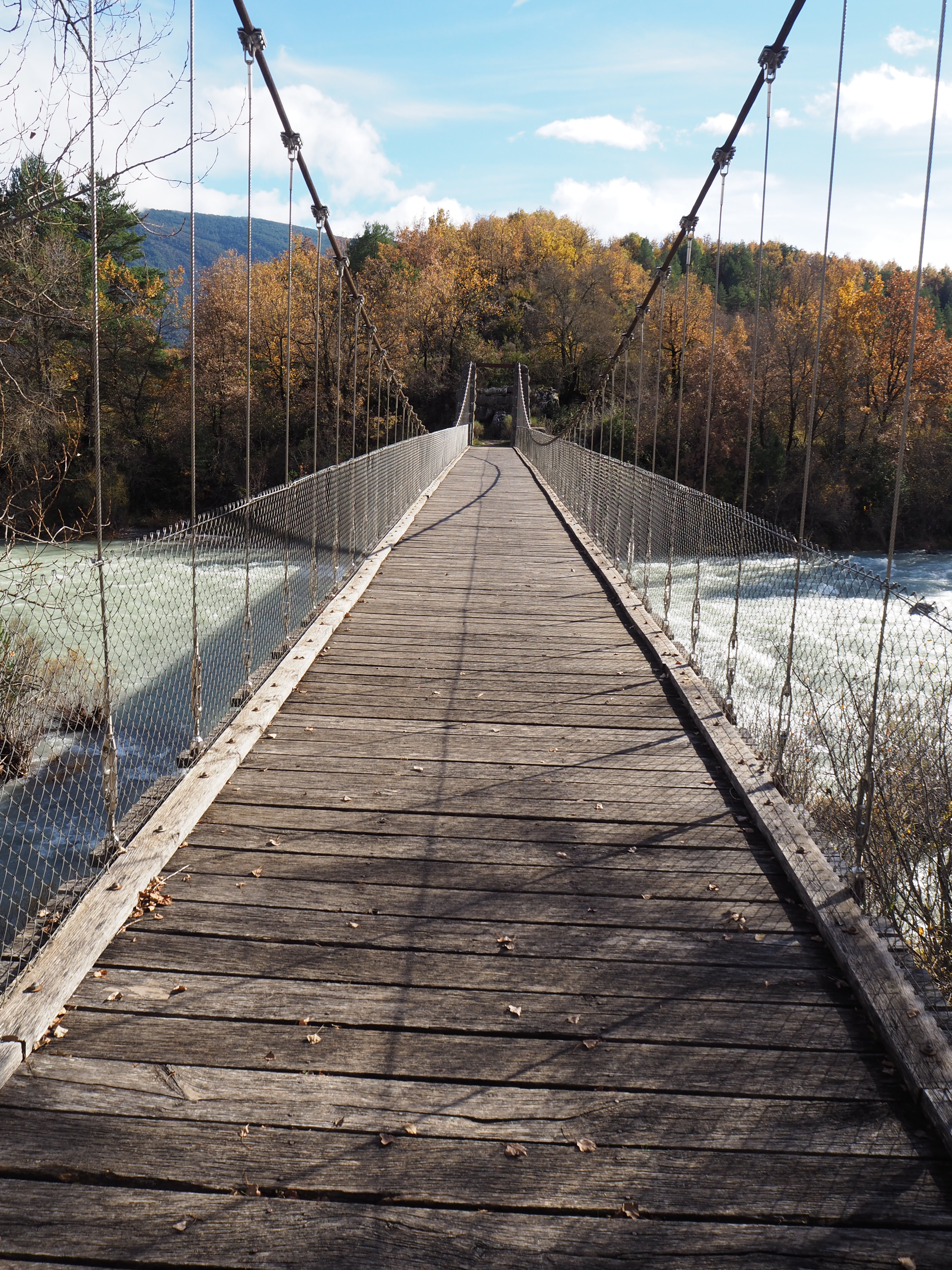
Puente colgante desde la orilla izquierda del Ara